# Rio Gravatá (vattendrag)
Rio Gravatá är ett vattendrag i Brasilien.   Det ligger i delstaten Minas Gerais, i den sydöstra delen av landet, 600 km öster om huvudstaden Brasília.
Omgivningarna runt Rio Gravatá är huvudsakligen savann. Runt Rio Gravatá är det ganska glesbefolkat, med 22 invånare per kvadratkilometer.